# Carl-Erik Skårman
Carl-Erik Skårman, född 22 november 1939 i Göteborg (Annedal), död 14 april 2014 i Floby församling, Västra Götalands län, var en svensk politiker (moderat). Han var borgarråd i Stockholms stad 1989–1994[källa behövs] samt ordinarie riksdagsledamot 1998–2002 och 2004–2006.

## Biografi
Skårman var borgarråd i Stockholms stad 1989–1994 (stadsbyggnads- och näringslivsborgarråd 1989–1991, därefter fastighets- och trafikborgarråd).[källa behövs]
Han var ordinarie riksdagsledamot 1998–2002 och 2004–2006, invald för Stockholms kommuns valkrets. Skårman valdes in i riksdagen som ordinarie ledamot i valet 1998 och i valet 2002 blev han ersättare. Skårman utsågs till ny ordinarie riksdagsledamot från och med 20 juli 2004 sedan Gunnar Hökmark avsagt sig sitt uppdrag som ledamot. I riksdagen var Skårman ledamot i bostadsutskottet 1998–2002. Han var även suppleant i bostadsutskottet och konstitutionsutskottet.
Efter hösten 2006 var han aktiv i lokalpolitiken i Falköping som ordförande i socialnämnden för Moderaterna.[källa behövs]